# 碎屑岩

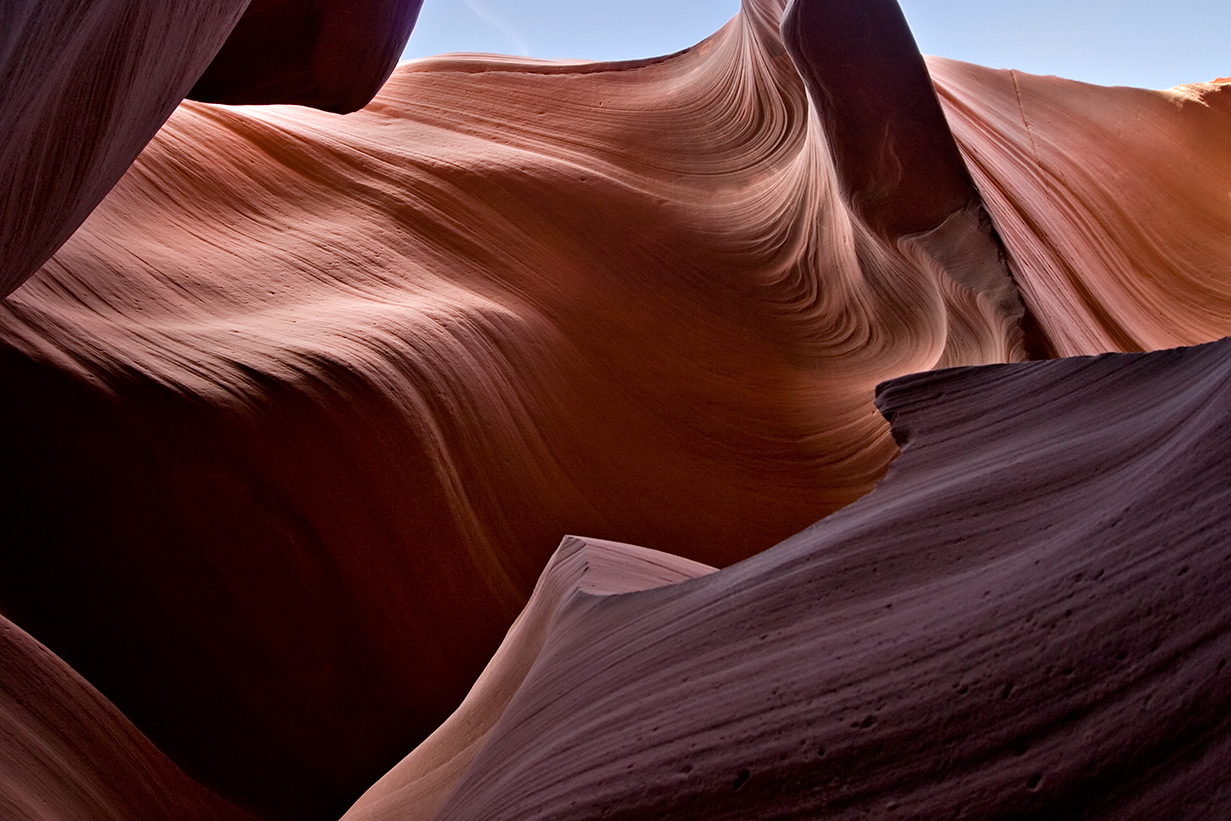
美国羚羊峽谷的砂岩

碎屑岩是由于机械破碎的矿物和岩石碎屑，经过搬运、沉积、压实、胶结，最后形成的新岩石；成分除碎屑物外，还有含量较少的化学物质。
如果残余的碎屑是从沉积区外面的陆地上搬运过来的，叫做陆源碎屑或外碎屑，如果是在沉积区内形成的，叫做内碎屑，内碎屑很少见。
按照碎屑颗粒的大小，碎屑岩可分为：
- 粗碎屑岩，其碎屑颗粒直径大于2毫米，包括砾岩、角砾岩；
- 中碎屑岩，其碎屑颗粒直径为2-0.5毫米，叫做砂岩；
- 细碎屑岩，其碎屑颗粒直径为0.05-0.005毫米，叫做粉砂岩；